# Arthur Onslow (3e comte d'Onslow)
Pour les articles homonymes, voir Onslow.
Arthur George Onslow, 3e comte d'Onslow (25 octobre 1777-octobre 1870) est un pair britannique. 

## Biographie
Il est l'aîné des enfants de Thomas Onslow, 2e comte d'Onslow et de sa femme Arabella Mainwaring-Ellerker (morte en 1782).
Le 21 juillet 1818, il épouse Mary Fludyer, fille aînée de George Fludyer d'Ayston, comté de Rutland, écuyer et de Margaret Fane, fille du 9e comte de Westmoreland. Ils ont deux enfants :
- Mary Augusta (née le 4 juin 1819)
- Arthur George (16 juin 1820 - 2 août 1856, décédé avant son père), épouse le 1er août 1850 Katherine Anne Cust (née en 1822), fille de John Cust (1er comte Brownlow). Ils ont 3 filles.

La femme du 3e comte est décédée avant lui le 1er mars 1830. Son fils est mort sans descendance masculine. À la mort du comte, il est remplacé par son petit-neveu, William (né en 1853).
Il possède une importante collection napoléonienne et aurait, lors d'une visite au Louvre avec Paul Delaroche en 1848, commenté l'invraisemblance et la théâtralité du tableau de David Napoléon traversant les Alpes , qui avait récemment été réinstallé . Il charge Delaroche de produire une version plus précise mettant en scène Napoléon sur une mule, intitulée Bonaparte traversant les Alpes. Deux versions subsistent, une à Liverpool et une au Louvre . 